# Olympische Jugend-Sommerspiele 2018/Teilnehmer (Mikronesien)
| Gelbes Symbol für Goldmedaillen mit stilisierten Olympischen Ringen | Graues Symbol für Silbermedaillen mit stilisierten Olympischen Ringen | Braundes Symbol für Bronzemedaillen mit stilisierten Olympischen Ringen |
| ------------------------------------------------------------------- | --------------------------------------------------------------------- | ----------------------------------------------------------------------- |
| —                                                                   | —                                                                     | —                                                                       |

Die Jugend-Olympiamannschaft aus Mikronesien für die III. Olympischen Jugend-Sommerspiele vom 6. bis 18. Oktober 2018 in Buenos Aires (Argentinien) bestand aus drei Athleten. Sie konnten keine Medaillen gewinnen.

## Athleten nach Sportarten

### Leichtathletik
Mädchen
- Kanisleen Peter Michael
100 m: 37. Platz

### Ringen
Jungen
- Valentine Yairegpie
Klasse bis 80 kg: 6. Platz

### Schwimmen
Mädchen
- Margie Winter
50 m Freistil: 41. Platz (Vorrunde)
50 m Schmetterling: 35. Platz (Vorrunde)